# Southern Soul
Southern Soul ist Soulmusik aus den Südstaaten der USA mit typischen Eigenschaften.
Der Stil ist langsamer und erdiger als der tanzbare Motown-Soul der Nordstaaten, ist jedoch treibend und energetisch. Rhythm ’n’ Blues ist hier mit pulsierendem südstaatlichem Gospel kombiniert. Die Ära des originalen Southern Soul begann Anfang der 1960er Jahre und endete Mitte der 1970er. Southern Soul ist eng verwandt mit Memphis Soul. Die beiden Stilrichtungen wurden größtenteils von denselben Interpreten vertreten. Southern Soul war (oder ist) etwas rauer im Gegensatz zum melancholisch-weichen Memphis Soul.

## Repräsentanten
Stax Records, Memphis

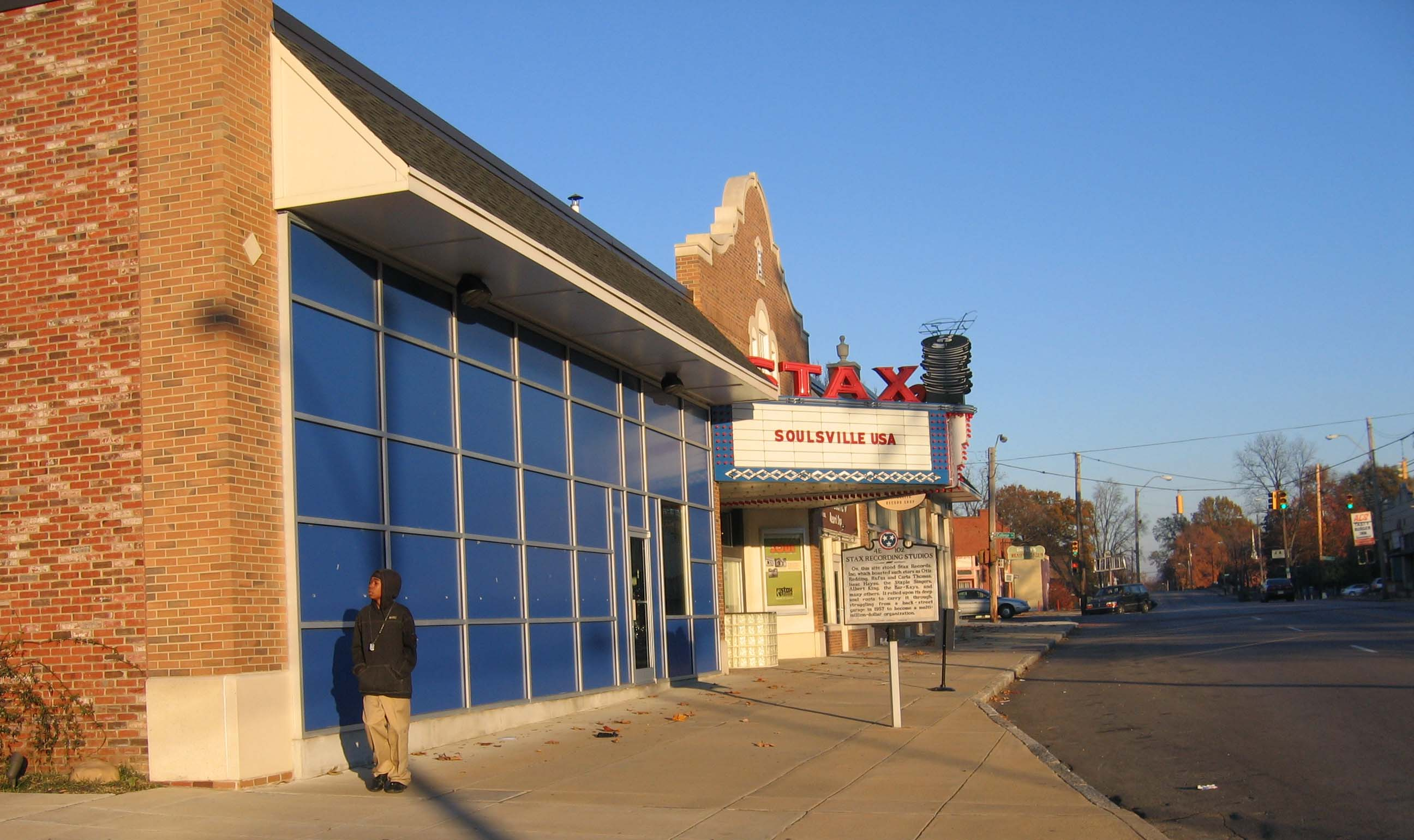
Das zu Museumszwecken wieder aufgebaute Stax-Gebäude in Memphis

Die bekanntesten Label dieses Musikstils waren Stax Records in Memphis und Atlantic Records in New York. Die zwei Hausbands von Stax waren einerseits Booker T. & the M.G.’s und andererseits The Memphis Horns, ein Teil der Gruppe The Mar-Keys. Bekannte Künstler von Stax bzw. des Southern Soul sind Otis Redding, Wilson Pickett, Rufus Thomas, Sam & Dave, Carla Thomas, William Bell, The Staple Singers, Eddie Floyd, Candi Staton, Millie Jackson und später Isaac Hayes.
Muscle Shoals, Alabama
Eine weitere Hochburg des Southern Soul war die Region Florence (Alabama), Sheffield (Alabama) und Muscle Shoals, wo viele Hits in den Fame Studios von Rick Hall oder im Muscle Shoals Sound Studio produziert wurden. Auch einige Stax-Künstler wie Wilson Pickett und Otis Redding nahmen dort auf, ebenso Aretha Franklin, die bei Atlantic Records unter Vertrag stand.

## Musikalische Eigenschaften
Charakteristika im Arrangement waren, dass die Stimmen im Mix etwas weiter hinten (leiser) waren als bei anderen zeitgenössischen R&B-Aufnahmen, ebenso der Einsatz von Bläsern anstelle von Background-Sängern. Bezüglich des Klangbildes ist die Fokussierung auf den tieferen Teil des Frequenzspektrums typisch. Elemente des Gospel finden sich im Frage- und Antwort Gesang (Call and Response), in der Form von gemeinschaftlichem Singen über das Leiden der Hauptfigur und in der schwungvollen Rhythmik.

## Themen
Die Inhaltlichen Themen des Southern Soul sind vordergründig menschliche Probleme und Dramen, moralische Bedenken und zwiespältige Lebenssituationen. Dabei geht es auch um Verlassenwerden, Ehebruch und Dreiecksbeziehungen. Die Besonderheit bei diesen Themen im Southern Soul ist die erkennbare Bestrebung, aus den Problemsituationen, Niederlagen und Rückschlägen eine Grundlage für eine bessere Zukunft zu ziehen. Die Texte repräsentieren gleichzeitig das damalige Ringen der Afroamerikanischen Bevölkerung um gesellschaftliche Akzeptanz und politische Einbindung. Das Streben nach dem richtigen Leben, nach persönlicher und gesellschaftlicher Freiheit verbindet die Aussagen.

## Film
- Only the Strong Survive, William Jerry Butler, Dokumentarfilm, 2002.